# Lions de Trois-Rivières (ECHL)
Die Lions de Trois-Rivières (englisch Trois-Rivières Lions) sind ein kanadisches Eishockeyfranchise der ECHL aus Trois-Rivières in der Provinz Québec. Die Heimspielstätte ist das Colisée Vidéotron.
Unter demselben Namen existierte bereits von 1955 bis 1960 ein Eishockeyverein in der Stadt, der in der Saison 1959/60 in der Eastern Professional Hockey League spielte.

## Geschichte
Die Stadt Trois-Rivières begann Ende der 2010er-Jahre mit dem Bau eines Ersatzes für das in die Jahre gekommene Colisée de Trois-Rivières mit einem geplanten Fertigstellungstermin 2021, hatte aber keine festen Mieter geplant. Im Juli 2020 einigte sich Dean MacDonald (über seine Gruppe Deacon Sports and Entertainment) mit der Stadt, ein ECHL-Franchise im Colisée Vidéotron zu gründen. Am 12. Januar 2021 wurde das Team zur Saison 2021/22 vom ECHL Board of Governors aufgenommen. Am 19. Januar kündigten die Canadiens de Montréal an, dass das neue Team als ihr ECHL-Kooperationspartner dienen wird. Am 10. Juni 2021 wurde der Name des neuen Teams mit Lions de Trois-Rivières bekanntgegeben. Am 15. Juni 2021 gab der Verein bekannt, dass Éric Bélanger als Cheftrainer verpflichtet wurde. Unterstützung auf der Bank erhält er von Pascal Rhéaume. General Manager des Teams ist Marc-André Bergeron.
In der Saison 2024/25 gewann das Team erstmals den Kelly Cup, nachdem es sich in den Playoffs gegen die Reading Royals, Norfolk Admirals, Florida Everblades und Toledo Walleye durchgesetzt hatte.